# Marginella cleryi
Marginella cleryi is een slakkensoort uit de familie van de Marginellidae. De wetenschappelijke naam van de soort is voor het eerst geldig gepubliceerd in 1836 door Petit De La Saussaye.